# Malta vid världsmästerskapen i friidrott 2009
Malta deltog vid Världsmästerskapen i friidrott 2009 i Berlin.

## Deltagare

### Herrar
| Gren  | Namn             |
| 200 m | Nikolai Portelli |